# Stade national de Dacca
 (mars 2025).
Si vous disposez d'ouvrages ou d'articles de référence ou si vous connaissez des sites web de qualité traitant du thème abordé ici, merci de compléter l'article en donnant les références utiles à sa vérifiabilité et en les liant à la section « Notes et références ».
Le stade national de Dacca (autrefois connu comme le stade de Dacca ou stade national Bangabandhu) est le stade national et le principal centre sportif de Dacca, capitale du Bangladesh.
Son nom actuel lui a été donné en l'honneur Sheikh Mujibur Rahman, le père de la nation, aussi connu comme « Banga bandhu » (« l'ami du Bengale »). Il a été construit en 1954 et peut recevoir 36 000 spectateurs.